# Улица Маяковского (Владикавказ)
Улица Маяковского — улица во Владикавказе, Северная Осетия, Россия. Располагается в Иристонском муниципальном округе между улицами Тхапсаева и Маркуса. Начало от улицы Тхапсаева.
Улица Маяковского пересекается с улицами Огнева, Баллаева, Миллера, проспектом Мира, улицами Ленина и Революции.
Пересекает бульвар, являющийся памятником природы.

## История
Улица названа именем советского поэта Владимира Владимировича Маяковского.
Улица образовалась в середине XIX века и впервые обозначена на плане города Владикавказа «Карты Кавказского края» как улица Слецовская. Называлась в честь генерала Российской армии Николая Павловича Слепцова. Упоминается под этим же названием в Перечне улиц, площадей и переулков от 1911 года.
25 октября 1922 года городской совет переименовал улицу Слецовскую в улицу Сталина.
3 июня 1938 года улица Сталина была переименована в улицу Маяковского.

## Объекты
Объекты культурного наследия
- 9/ Баллаева, 22 — памятник истории. В этом доме в 1920—1921 годах проживал русский писатель Михаил Булгаков[5][6].
- д. 11 — памятник истории. В этом доме в 1876—1885 гг. нелегально действовал народнический кружок сестер Назаровых, где в 1934—1935 гг. скрывался революционер Алексей Николаевич Бах, позже основатель советской школы биохимиков, академик АНСССР, Герой Социалистического Труда[6].
- д. 26 — памятник истории. Дом, где в 1949—1961 гг. жил писатель Тазрет Урусбиевич Бесаев[6].

Другие объекты
- Памятник Михаилу Булгакову. Установлен в ноябре 2012 года.